# 張樹珊
張 樹珊（ちょう じゅさん、Zhāng Shùshān、1826年 - 1867年）は、清末の軍人である。字は海柯。　

## 人物
安徽省合肥出身。張樹声の弟。1853年、太平天国軍が安徽省に入ると、張樹声・張樹珊兄弟は団練を組織して自衛にあたった。その後、安徽省各地を転戦して功績をあげ都司に抜擢された。
1862年、李鴻章が淮軍を組織して上海に赴くと、これに従った。張氏兄弟の部隊は「樹字営」と称された。上海には太平天国の李秀成軍が迫っていたが、張樹珊は他の部隊とともに青浦・嘉定を攻略して、上海の包囲を解いた。これにより参将に昇進し、バトゥルの称号を得た。
1863年、常熟の包囲を解き副将に昇進した。その後諸軍とともに江陰を奪回し、無錫へと進んだ。大橋角で陳坤書・李世賢軍10万に包囲されたが、太平天国軍の蒸気船を焼き討ちにし、包囲を突破するのに貢献した。さらに李秀成が数万を率いて来襲したが、張樹珊と諸軍で挟撃してこれを破った。李秀成は常州の太平天国軍とともに、水陸から無錫へ援軍を送った。劉銘伝が援軍への対処にあたり、張樹珊と諸軍は無錫を包囲し、11月に陥落させた。さらに張樹声・劉銘伝とともに常州を目指し、翌年4月に陥落させた。この功で広西右江鎮総兵に昇進した。
1865年、曽国藩が捻軍との戦いのため徐州に駐屯すると、張樹珊軍を山東省に応援に向かわせ、張樹珊は魚台で捻軍を破った。当時、陳州の周家口は重要な拠点で、最初は劉銘伝が駐屯していたが、劉銘伝が遊撃部隊を率いることになると、張樹珊が駐屯することとなった。1866年3月、捻軍を沙河で破る。捻軍が周家口方面に逃走すると引き返して挟撃した。その後、守株を恥として遊撃戦に参加することを請うた。9月に包囲された許昌へ応援に駆けつけ、河南省と山東省の境で転戦した。11月に周家口に戻り、総兵周盛波とともに湖北省に移動した捻軍を追撃した。翌年1月、張樹珊は追撃は慎重にすべきという諸将の声を無視して、200人を率いて新家徬に至ったところ、捻軍に包囲され、戦死した。